# Ligabueino
Genre
Espèce
Ligabueino (qui signifie "tout-petit Ligabue") est un genre de dinosaures théropodes de la famille des Noasauridae nommé d'après le docteur italien Giancarlo Ligabue. Il est connu à partir d'un spécimen extrêmement fragmentaire, mesurant 70 cm de long. En dépit des recherches initiales montrant qu'il était adulte, les vertèbres non fusionnées indiquent que le spécimen était un jeune. Il a vécu pendant le Crétacé au Barrémien, dans ce qui est maintenant la Patagonie. Il est actuellement considéré comme un membre des Noasauridae, mais ses restes sont trop fragmentaires pour le savoir avec certitude. En 2011, Carrano et ses collègues ont constaté qu'il pouvait être placé dans les Abelisauroidea. 
Une seule espèce est connue : Ligabueino andesi.

## Matériel
Fémur, os iliaque, pubis, phalange et arcs neuraux des cervicales, vertèbres dorsales et caudales.